# SLF
SLF (ang. Super Low Frequency, superniska częstotliwość) – zakres fal radiowych (pasmo radiowe) o częstotliwości: 30–300 Hz i długości 1 tys. – 10 tys. km.
W zakresie tym mieszczą się częstotliwości podstawowe oraz ich najważniejsze harmoniczne prądu przemiennego sieci energetycznych zarówno dla standardu europejskiego (50 Hz) jak i amerykańskiego (60 Hz).